# Trachyspermum ammi
Trachyspermum ammi neboli adžvain, adžvajen, adžvan či ajowan (z urdského slova اجوائن nebo ajwain) je jednoletá rostlina z rodu drsnoplodík (Trachyspermum) a čeledi miříkovitých. Rostlina je známa jako koptský kmín a v některých zdrojích je uváděna jako drsnoplodík moravčinovitý. Pochází z východního Středomoří, snad z Egypta, odkud se přes Blízký východ rozšířil až do Indie. Listy i plody se používají v gastronomii. Plody adžvanu bývají často zaměňovány s plody libečku.

## Popis
Plody jsou oválné, světle hnědé a připomínají kmín kořenný nebo římský kmín. Má hořkou, ostrou chuť s chutí připomínající anýz a oregano. Vůní je shodný s tymiánem, protože obě rostliny obsahují thymol, nicméně je aromatičtější a chutí pronikavější. I malé množství plodů může v jídle získat chuťovou převahu.

## Pěstování

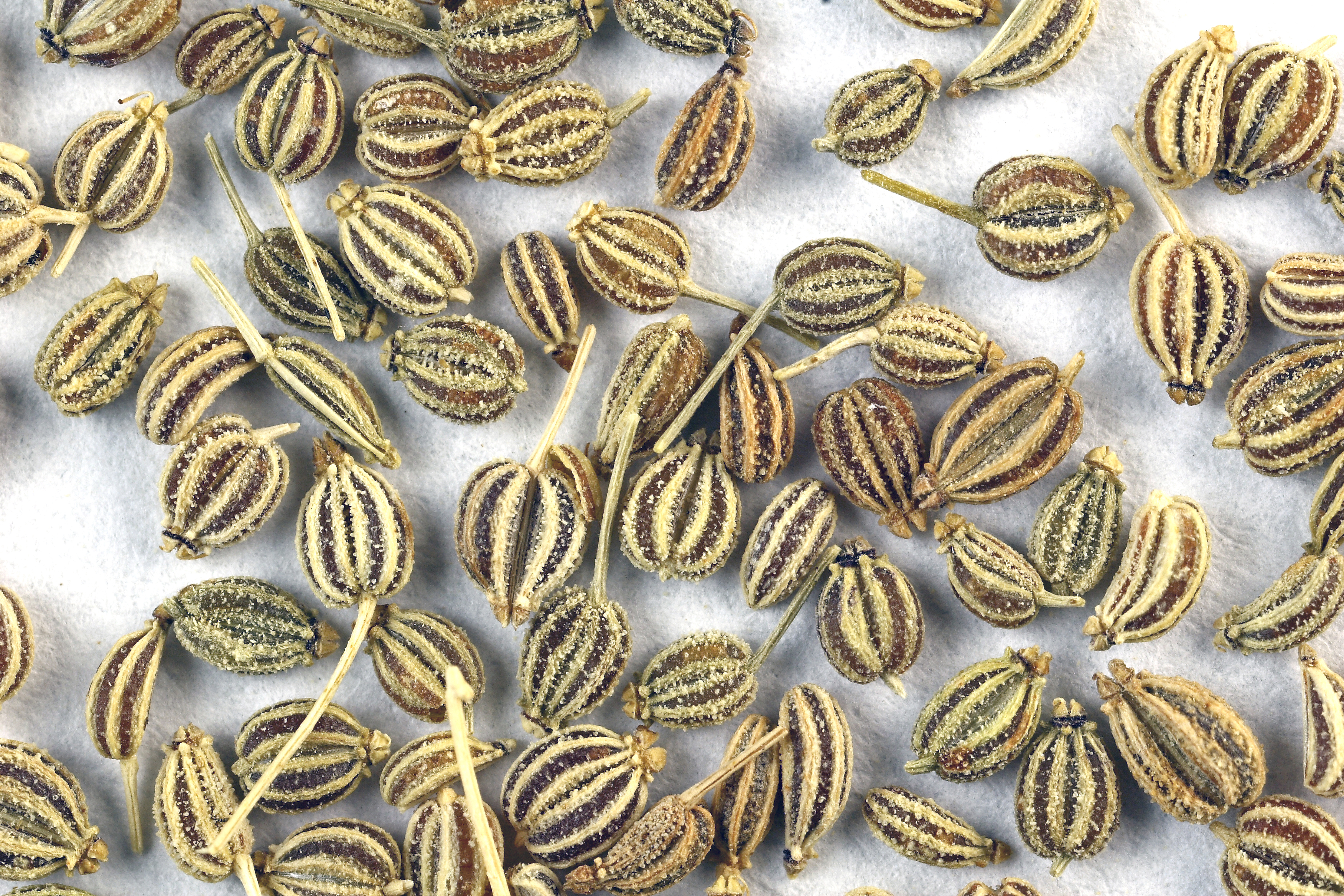
Plody adžvanu

Rostlina se pěstuje převážně v Íránu a severní Indii – v roce 2006 například 55 % celkového objemu výroby v Indii pocházelo z Rádžasthánu. Vyžaduje slunné místo s vlhkou půdou, nesnese mráz, ale je možné ji pěstovat jako brzy na jaře do skleníku vysévanou letničku. Plody se sbírají až po úplném dozrání

## Použití v gastronomii
Plody se zřídkakdy konzumují bez tepelné úpravy, často se naopak praží či smaží na ghí, přepuštěném másle, což koření umožňuje rozvinout komplexnější aroma. V indické kuchyni je častou ingrediencí Baghaaru (Urdu: بگھار), směsi koření smaženého na oleji či másle, jež se používá k dochucování pokrmů z čočky. V Afghánistánu se plody adžvanu sypají sušenky a chléb.

## Léčivé účinky
Adžvan se také používá pro prevenci infekcí a křečí, zlepšuje trávení, zmírňuje astma a působí jako afrodiziakum. Má antibakteriální a fungicidní účinky, plody i esenciální olej se používají pro podporu pocení, jako diuretikum, na podporu vykašlávání i jako tonikum. Je využíván při léčbě řady nemocí, např. kašle, chřipky, nachlazení, astmatu, cholery, průjmu, koliky, poruch trávení, ale také artritidy, otoků a revmatismu.